# Ceramide

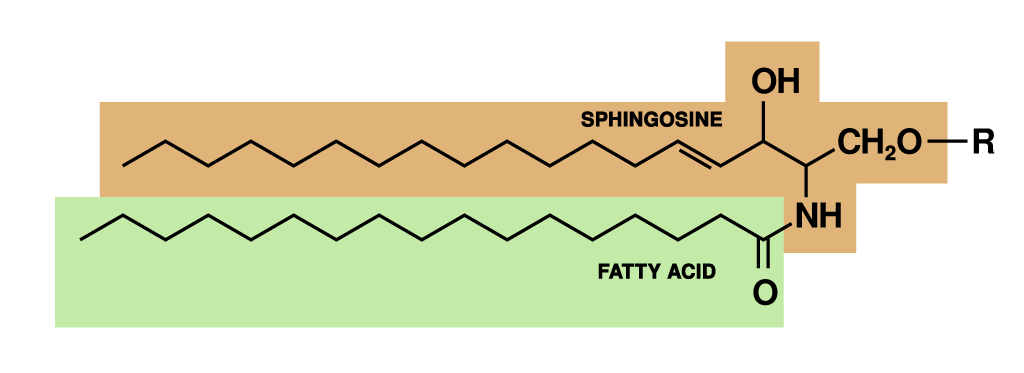
Algemene chemische structuur van sphingolipiden. Verschillende substituties (R) geven: H - ceramide, fosfocholine - sfingomyeline, suiker(s) - glycosfingolipide(n). (Fatty acid=vetzuur)

Ceramide

Ceramiden zijn een groep van lipide moleculen. Een ceramide bestaat uit sfingosine met een  vetzuur. Ceramiden worden in hoge concentraties gevonden in de celmembraan. Zij zijn een van de lipidenonderdelen waarmee sfingomyeline gemaakt wordt, een van de belangrijkste lipiden in de dubbele fosfolipidenlaag. Lang heeft men gedacht dat de ceramiden en andere sfingolipiden in de dubbele fosfolipidenlaag alleen maar structuurelementen waren. Dit blijkt echter niet geheel juist te zijn, omdat ceramide zich ook kan gedragen als een lipide signaalmolecuul. Een van de best bekende functies van ceramiden als signaalmolecuul is het reguleren van de celdifferentiatie, de celstrekking en geprogrammeerde celdood (PCD) (Type I PCD) van cellen. Het vet in de hoornlaag (belangrijk om uitdroging van de huid te voorkomen) bestaat grotendeels uit verschillende ceramides.

## Ceramide synthese
Er zijn drie belangrijke vormingswijzen van ceramide.
- de sfingomyelinase vormingswijze waarbij het enzym sfingomyeline in de celmembraan afbreekt en zo het ceramide vrij maakt.
- de de-novovormingswijze vormt ceramide uit minder complexe moleculen.
- de Salvage vormingswijze waarbij complexe sfingolipiden worden afgebroken in sfingosine, dat dan vervolgens gebruikt wordt voor de vorming van ceramide.